# Seupeu
Seupeu is een bestuurslaag in het regentschap Aceh Besar van de provincie Atjeh, Indonesië. Seupeu telt 586 inwoners (volkstelling 2010).